# Aire d'accueil pour les gens du voyage en France

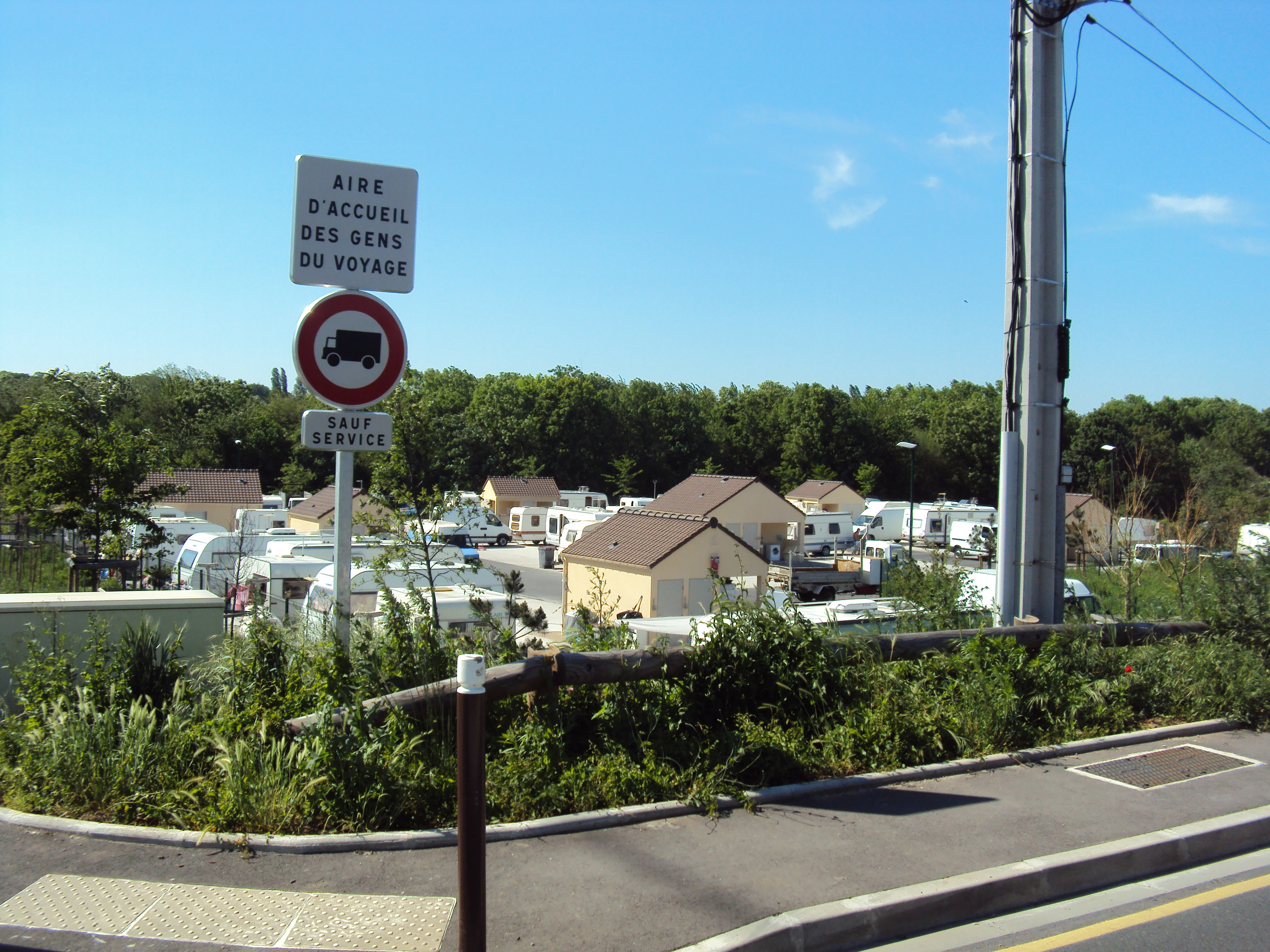
Une aire d'accueil des gens du voyage à Saint-Ouen-l'Aumône.

Le terme aire d'accueil pour les gens du voyage désigne, en France, des emplacements destinés spécifiquement à l'accueil des gens du voyage.

## Définition légale
Selon la réglementation française, une aire d’accueil est un « équipement de service public spécialement aménagé pour le stationnement des familles seules pratiquant l’itinérance ». Ces zones sont destinées aux gens du voyage, mais étant donné que les pratiques de cette population varient en fonction des familles, plusieurs aires sont donc définies. Il y a six types d’aires en France :
- Des terrains pour la halte : répondent à l'obligation des communes d'accueillir les gens du voyage, lorsqu'il n'existe pas d'aire permanente sur leur territoire. Ce sont, par exemple, des terrains de sport, mis à disposition pour quelques jours.
- Des aires de petit passage : non prévues par la loi, peuvent recevoir cinq à dix caravanes pour de courtes durées, de moins de quinze jours.
- Des aires permanentes d’accueil (APA) : destinées au séjour temporaire (trois à cinq mois en général),
- Des aires de grand passage (AGP) : accueillent des gens du voyage qui se déplacent collectivement à l'occasion des grands rassemblements traditionnels ou occasionnels, s'étendent généralement sur plusieurs hectares et peuvent recevoir jusqu'à 200 caravanes.
- Des emplacements pour grand rassemblement : mis à disposition temporairement et peuvent accueillir entre 50 et 200 caravanes.
- Et des terrains familiaux : terrains, bâtis ou non bâtis, aménagés en vue de l'installation de résidences mobiles.

La Loi relative à l'accueil et à l'habitat des gens du voyage, dite Loi « Besson II » du 5 juillet 2000 est la première loi exclusivement destinée à l’accueil et à l’habitat des gens du voyage. Elle désigne les personnes dont « l’habitat traditionnel est constitué par une résidence mobile ». L’habitat des gens du voyage est désormais intégré dans les règles d’urbanisme avec une possibilité de mobiliser les dispositifs de droit commun (Plan départemental d'action pour le logement des personnes défavorisées (PDALPD), [Programme départemental d'insertion] (PDI)
…). Cette loi ne change rien concernant les communes de moins de 5 000 habitants, qui doivent mettre à disposition un terrain destiné aux haltes de courte durée pour les populations itinérantes. Cette loi prévoit également la création d’une commission consultative départementale composée des différents acteurs du territoire en lien avec cette question, constitué également de représentants des gens du voyage. Cette commission a pour but de créer des échanges pour faciliter la mise en place et la gestion des aires d’accueils.

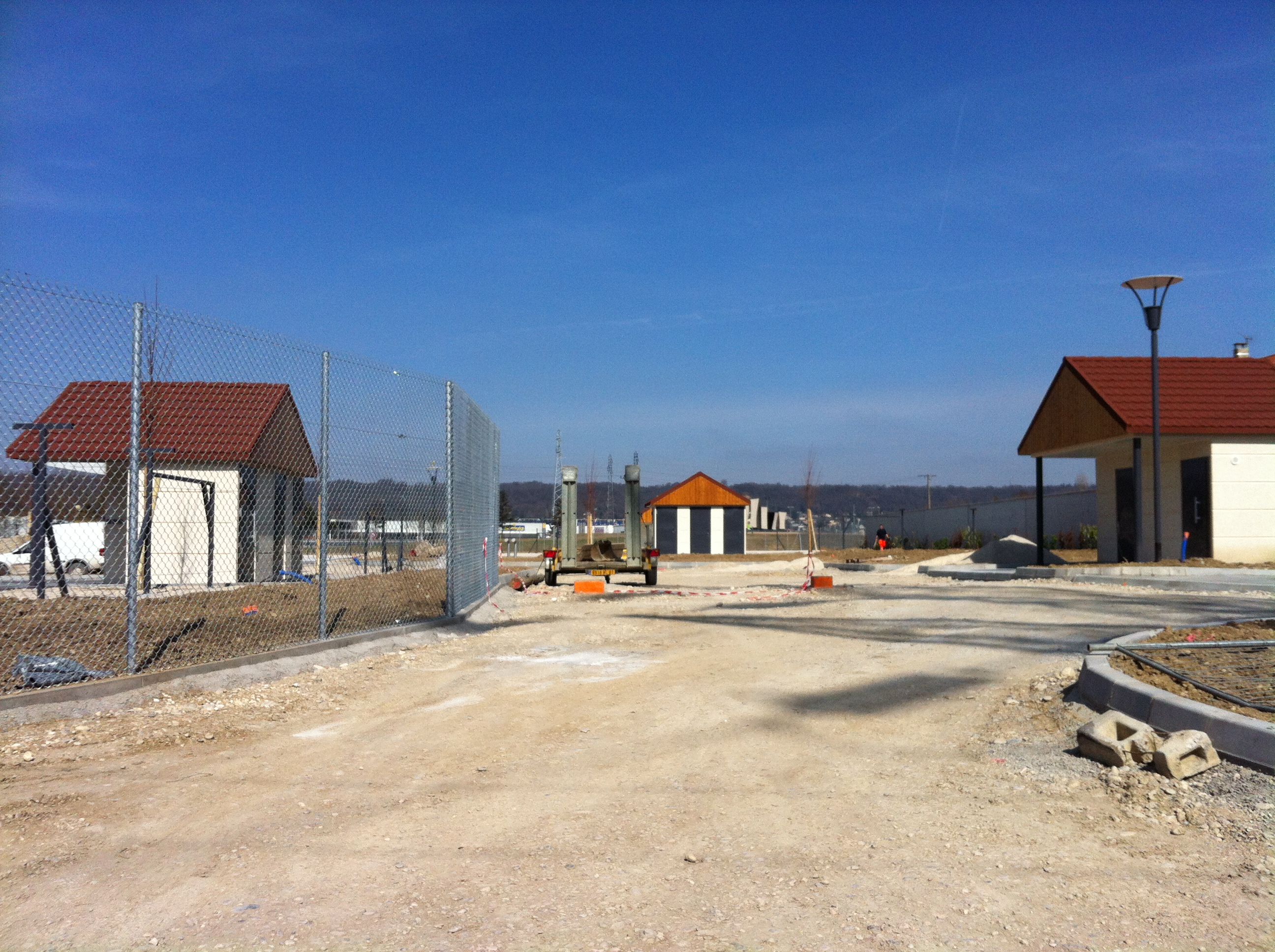
Construction de l'aire d'accueil des gens du voyage à Beynost.

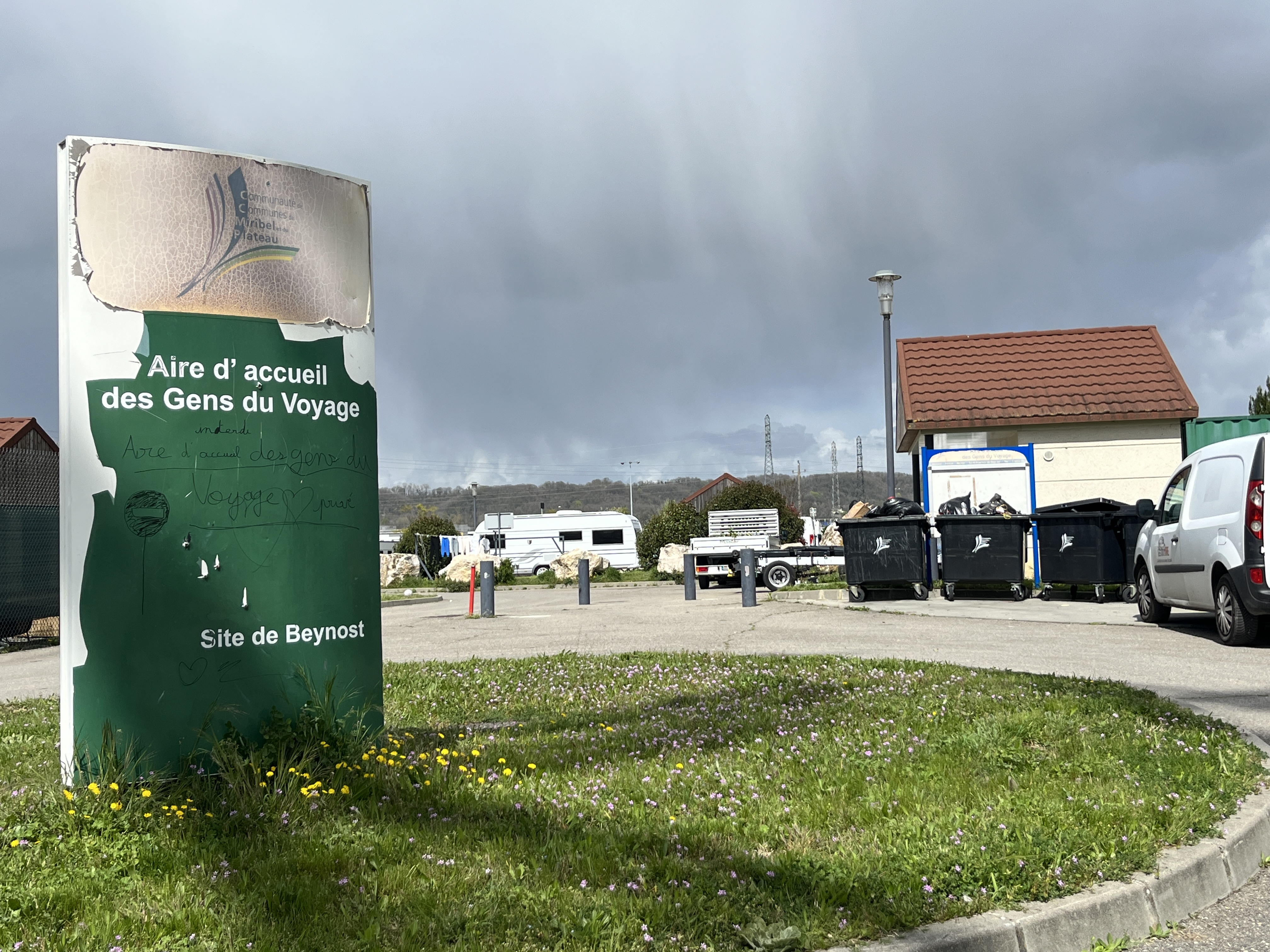
L'aire d'accueil des gens du voyage à Beynost en avril 2023.

Cette législation prévoit l’élaboration dans chaque département d’un « schéma départemental d’accueil des gens du voyage ». L’élaboration de ce schéma se fait par le préfet du département en association avec la présidence du conseil départemental. Ce document (révisable tous les six ans) prévoit les secteurs géographiques d’implantation des « aires d’accueils permanentes » sur le département, obligeant toutes les communes répondant aux critères (plus de 5 000 habitants) à réaliser ces zones. Les aires d’accueil temporaires dites de « passage », sont également définies dans ce document.
À la suite de la réforme des collectivités territoriales du 16 décembre 2010, un transfert de compétence est opéré. Ainsi, les pouvoirs de police spéciale concernant le stationnement des résidences mobiles, qui jusque-là était à la charge du maire, est désormais une compétence de la présidence de l’Établissement public de coopération intercommunale (EPCI).
Bien qu’une approche multi-scalaire (État, département, EPCI et commune) existe, c’est l’EPCI qui possède (pour le moment) le pouvoir de décision de mettre en place les aires d’accueils. Cependant, l’intercommunalité n’a pas autorité sur la commune. La commune peut donc s’opposer à la décision de l’EPCI, mais lorsqu’elle est en accord, c’est à la mairie de lancer la procédure de financement de la mise en œuvre ou la réhabilitation de son aire. La gestion est dorénavant propriété de l’EPCI, qui décide et gère l’évolution des aires sur son territoire. En ce qui concerne les travaux et aménagements des aires, l’EPCI travaille avec des partenaires (bailleur sociaux, BTP …) comme pour n’importe quel équipement dont elle a la charge.

## Financement
L’État doit prendre en charge à hauteur de 70 % les coûts d’aménagement pour les aires d’accueil et de 100 % pour les aires de grand passage. Le reste du financement est complété par le conseil départemental et la caisse d'allocations familiales[réf. nécessaire].